# Direction des ressources et des compétences de la Police nationale
 (décembre 2023).
La direction des ressources et des compétences de la police nationale (DRCPN) est une direction centrale de la direction générale de la Police nationale qui assure la gestion des ressources humaines, l’accompagnement des personnels et la gestion des moyens financiers de la Police nationale française.

## Histoire
La direction des ressources et des compétences de la police nationale a été créée par le décret no  2010-973 du 27 août 2010, par la fusion de la direction de l’administration (2005) et de la direction de la formation (1999) de la Police nationale. Son organisation a été fixée par un arrêté du 27 août 2010.
Le 1er janvier 2014, les missions relatives aux moyens matériels et à la logistique sont transférées au service de l'achat, des équipements et de la logistique de la sécurité intérieure (SAELSI), commun à la direction générale de la Police nationale, à la direction générale de la Gendarmerie nationale et à la direction générale de la sécurité civile et de la gestion des crises.
Les missions de recherche, de développement de technologies et de matériels, propres à la police, assurées par le service des technologies de la sécurité intérieure, ont été transférées à une entité positionnée sous l’autorité de la direction générale de la Gendarmerie nationale et la direction générale de la police nationale, le service des technologies et des systèmes d’information de la sécurité intérieure (STSI²). Ce dernier assure également la gestion des applications opérationnelles et de gestion.
Une nouvelle réforme par l'arrêté du 27 janvier 2017 consacre l'autonomie de la sous-direction de la formation et du développement des compétences, détachée de la DRCPN et devenue direction centrale du recrutement et de la formation de la Police nationale (DCRFPN).
Le Médiateur interne de la Police nationale était placé, de 2012 à 2019, auprès du directeur des ressources et des compétences de la Police nationale ; il est désormais directement rattaché au directeur général de la Police nationale.

## Missions
Les principales missions de la DRCPN sont :
- La gestion des ressources humaines des 150 000 agents de la Police nationale ;
- L’élaboration, le suivi et l’exécution du budget de la Police nationale ;
- La mise en œuvre, en liaison avec les directions concernées, des programmes immobiliers de la police ;
- La mise en œuvre des dispositifs d’action sociale pour les agents relevant de sa compétence ;
- L’accompagnement des personnels par les réseaux de conseillers mobilité carrière, de conseillers parcours professionnels et de psychologues.

Dans ses missions de gestion, la DRCPN maintient et utilise l'application de gestion des ressources humaines de la police Dialogue ainsi que l'application GEOPOL sur la gestion des temps de travail.

## Organisation
La DRCPN est désormais régie par l'arrêté du 27 décembre 2017. Elle possède des implantations à Paris (Immeuble Lumière, 40 avenue des terroirs, Paris 12e) et à Lognes.
Elle se compose d’un secrétariat pour l’administration générale, auquel est rattaché un département de l'innovation et des études stratégiques, et de trois sous-directions :
- une sous-direction de l’administration des ressources humaines : affaires statutaires, gestion des carrières des personnels actifs, administratifs, techniques, scientifiques et contractuels, affaires disciplinaires, promotion des carrières, réserve civile ;
- une sous-direction de la prévention, de l’accompagnement et du soutien : politique du logement, politique de la petite enfance, relations avec les associations et mutuelles de la police, aides sociales individuelles ou collectives, hygiène santé et sécurité au travail, soutien psychologique opérationnel ;
- une sous-direction des finances et du pilotage : gestion des finances et politique immobilière de la police, de la masse salariale, des effectifs et mission pilotage de la performance.

Le département de l'innovation et des études stratégiques comprend notamment une mission de la veille, des études et de la prospective et une mission « temps de travail ».
La DRCPN travaille en étroite collaboration avec les sept secrétariats généraux pour l'administration du ministère de l'intérieur placés sous l’autorité des préfets des zones de défense et de sécurité ainsi qu’avec les sept secrétariats généraux pour l’Administration de la Police (SGAP) d'outre-mer compétents, dans leur ressort territorial, pour la gestion des personnels, des finances et des moyens logistiques (immobilier, moyens divers de fonctionnement, habillement, armement, moyens mobiles).
La mission de soutien de la DRCPN s’insère au profit de l’ensemble de la Police nationale.

## Organismes de formation en relevant
Avant la réforme du 27 janvier 2017, la DRCPN supervisait l’école nationale supérieure de la police, les écoles et centres de formation de la Police nationale. Depuis le 27 janvier 2017, ces écoles et structures de formation dépendent de la direction centrale du recrutement et de la formation de la Police nationale (DCRFPN).

## Directeurs
- Stanislas CAZELLES, préfet, directeur des ressources et des compétences de la police nationale depuis le 23/08/2022[5].
- Simon Babre, inspecteur général de l'administration, directeur des ressources et des compétences de la police nationale depuis le 1er septembre 2019[6].
- Gérard Clerissi, administrateur civil hors-classe, directeur des ressources et des compétences de la police nationale du 2 mai 2017[7] au 1er septembre 2019[8].
- Michèle Kirry, préfète hors cadre, directeur des ressources et des compétences de la police nationale[9] du 1er février 2015 au 2 mai 2017[10].